# Yara van Grinsven
Yara van Grinsven (Den Bosch, 18 mei 2001) is een Nederlands voetbalspeelster. Zij komt uit voor Excelsior in de Vrouwen Eredivisie.

## Statistieken
| Seizoen | Club                  | Land      | Competitie | Wedstrijden | Doelpunten |
| ------- | --------------------- | --------- | ---------- | ----------- | ---------- |
| 2019/20 | Excelsior Barendrecht | Nederland | Eredivisie | 3           | 0          |
| 2020/21 | Excelsior             | Nederland | Eredivisie | 0           | 0          |
| Totaal  | Totaal                | Totaal    | Totaal     | 3           | 0          |

Laatste update: december 2020